# (How to Live) As Ghosts
(How to Live) As Ghosts è l'ottavo album in studio del gruppo musicale statunitense 10 Years, pubblicato nel 2017.

## Tracce
1. The Messenger – 3:31
2. Novacaine – 2:50
3. Burnout – 3:34
4. Catacombs – 3:34
5. Ghosts – 4:08
6. Blood Red Sky – 3:10
7. Phantoms – 4:14
8. Vampires – 3:57
9. Halos – 3:53
10. Lucky You – 3:38
11. Insomnia – 4:02

Tracce Bonus Edizione Deluxe digitale
1. Heart Shaped Box (Nirvana cover) – 5:17
2. Telescreen (Vampires early demo-alt Version) – 3:25
3. Novacaine (Redbird Remix) – 3:31
4. Losing My Religion (R.E.M. cover) – 4:39

## Formazione
- Jesse Hasek – voce
- Brian Vodinh – chitarra, basso, batteria, cori, tastiera, programmazioni
- Matt Wantland – chitarra